# 에노모토 아츠코
에노모토 아츠코(일본어: 榎本 温子, 1959년 11월 22일 ~ ) 또는 에노모토 아츠코는 일본의 여자 성우다. 81 프로듀스 소속, 도쿄도 출신이다. 전갈자리이며, 애칭은 앗짱(あっちゃん)이다.

## 출연작

### TV 애니메이션
1998년
- 그와 그녀의 사정 (미야자와 유키노)

1999년
- 강철천사 쿠루미 (쿠루미)
- 과장왕자 (코토코)
- 수지짱과 마비 (무기코 바비)
- 카이칸 프레이즈 (유키무라 아이네)

2000년
- 다!다!다! (코니시 아야, 미도레가와, 마리야마)
- 아르젠토 소마 (스칼렛)
- 은장기공 오디안 (아이하라 난나)
- 포켓몬스터 (미키, 쿠루미, 히나타)

2001년
- 강철천사 쿠루미 2식(쿠루미 2식)
- 고스트 바둑왕 (나세 아스미)
- 기동천사 엔젤릭 레이어 (스즈하라 미사키)
- 베이비 피릭스 (미미)
- 찬스 ~트라이앵글 세션~ (아오야마 유우키)
- 캡틴 츠바사 (나카자와 사나에)
- The Soul Taker ~영혼 사냥꾼~ (아키바 메구미)

2002년
- 닷핵 사인 (A-20)
- 바롬 원 (스기노 유우코)
- 아소보트 전기59 (시온)
- 파뇨파뇨 디지캐럿 (린나 캐럿)

2003년
- 디지캐럿뇨 (린나 캐럿)

2004년
- 유리가면 (타부치 에미}
- 유성전대 무스메트 (사오토메 말시아, 오토메 마젠다)

2005년
- Canvas2~무지개 빛의 스케치~(모치즈키 쇼코)
- 건퍼레이드 오케스트라(츠지노 토모미)

2006년
- 갤럭시 앤젤룬(나츠메 이자요이)
- 러브겟CHU~미라클 성우백서~(나카무라 유미/미스마루)
- Gift~eternal rainbow~ (아사카와 세나)
- 두 사람은 프리큐어 Splash Star (미쇼 마이/큐어 이그렛,윈디)

2007년
- 클라나드(미야자와 유키네)

2008년
- 클라나드 애프터 스토리 (미야자와 유키네)

2009년
- 엘리먼트 헌터 (키아라 피아나)
- 완소! 퍼펙트 반장 (히메노 카렌)

### OVA
2001년
- 강철천사 쿠루미 0식(쿠루미)

2004년
- 메모리즈 오프 3.5~소원이 닿을 때~(하나마츠리 카린)

### 게임
1999년
- 서유기 (길화 공주)

2000년
- 돗치메챠 (에피리, 왈비)

2001년
- Canvas ~세피아 색의 모티브~ DC판 (미사키 아야)

2002년
- 보보보 보 보 보보 오의 87.5 폭열콧털진권 (뷰티)
- 로맨스는 검의 빛II (샤론 에스텔)

2003년
- 보보보 보 보 보보 하지케 축제 (뷰티)
- 스타오션 Till the End of Time (소피아 에스티드)
- Tomak ~Save the Earth~ Love Story (에비앙)
- 아크 더 래드 정령의 황혼 (델마)
- Canvas ~세피아 색의 모티브~ PS2판 (미사키 아야)

2004년
- Memories Off ~그 이후~ (하나마츠리 카린)
- 아크 더 래드 제네레이션 (델마)

2005년
- 파이어 엠블렘 창염의 궤적 (미스트)
- 서몬 나이트 엑스테제 새벽의 날개 (에트나)

2006년
- CLANNAD PS2판 (미야자와 유키네)
- Memories Off ~그 이후 again~ (하나마츠리 카린)
- GALAXY ANGEL II 절대영역의 문 (디타)

2007년
- GALAXY ANGEL II 무한회랑의 열쇠 (나츠메 이자요이)

2008년
- CLANNAD FULL VOICE (미야자와 유키네)
- 작은 임금님과 약속의 나라 파이널 판타지 크리스탈 크로니클 (챠임)
- CLANNAD PSP판 (미야자와 유키네)
- CLANNAD 360판 (미야자와 유키네)

## 더빙
※ 더빙작의 경우 정확한 방송 시기를 알아내기 힘들어 제작국의 제작연도로 대체하였음.

### 한국 애니메이션
2003년
- 원더풀 데이즈 (에타)